# Théophile Bourgeois
Pour les articles homonymes, voir Bourgeois et Théophile Bourgeois (homonymie).
Théophile Bourgeois est un architecte français né le 6 juillet 1858 à Clichy et mort le 4 novembre 1930 à Poissy, où il a une carrière prolifique et auteur de La Villa Moderne.

## Biographie
Il est architecte de la ville de Poissy, de Conflans-Sainte-Honorine, des communes de l'arrondissement de Mantes et Versailles et expert auprès des tribunaux et conseils de la préfecture.
En 1893, il est remarqué par la construction de l'hôtel de monsieur Bourgeois, à Poissy. Contrairement aux maisons de l'époque, celle-ci se trouve enchâssée dans un angle entre la voie ferrée, l’avenue Meissonier et l’avenue Émile-Zola.
Il devient l'auteur de bâtiments publics de Poissy, tels que le kiosque de la mairie, les abattoirs, et l'un des premiers postes de télégraphes.
Théophile Bourgeois a travaillé avec l'architecte Germain Debré à la réhabilitation et l'extension du château de Villiers du XIXe siècle, situé à Poissy.
En 1914, au sommet de sa gloire, on recense bon nombre de participations dans les villes de Mantes, Versailles, Médan, Villennes-sur-Seine, Le Vésinet, Saint-Valery-en-Caux, Vaucottes, Hardricourt... mais aussi Étretat, Dinard, Monte-Carlo,,...
Il a une fille Suzanne-Léo ainsi que deux fils, Lucien et Paul-Edmond. Ces derniers deviendront également architectes, réalisant notamment sur l'île de Platais la plage de Villennes en 1935,,

## Œuvres

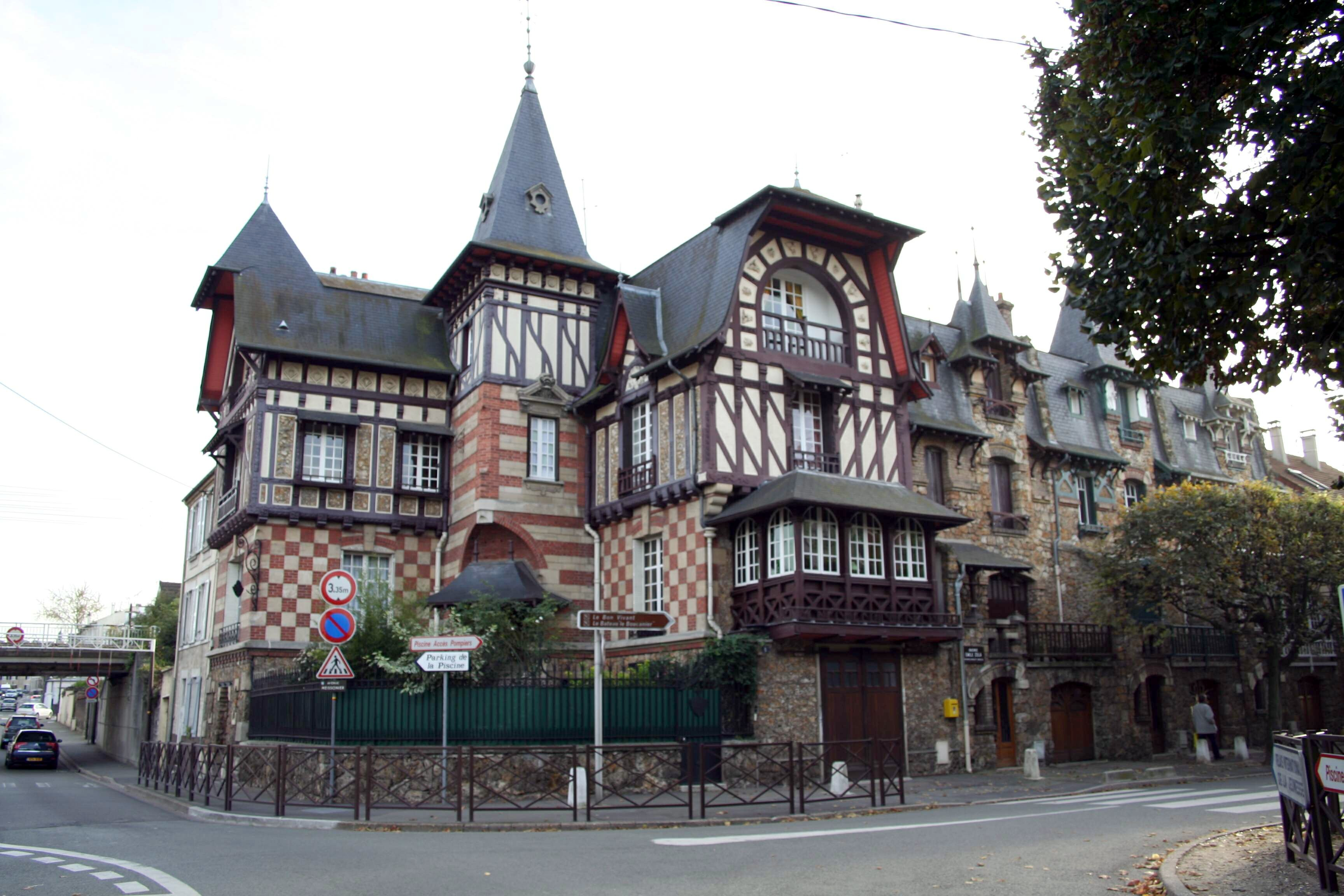
Hôtel de M. Bourgeois à Poissy où il résida.

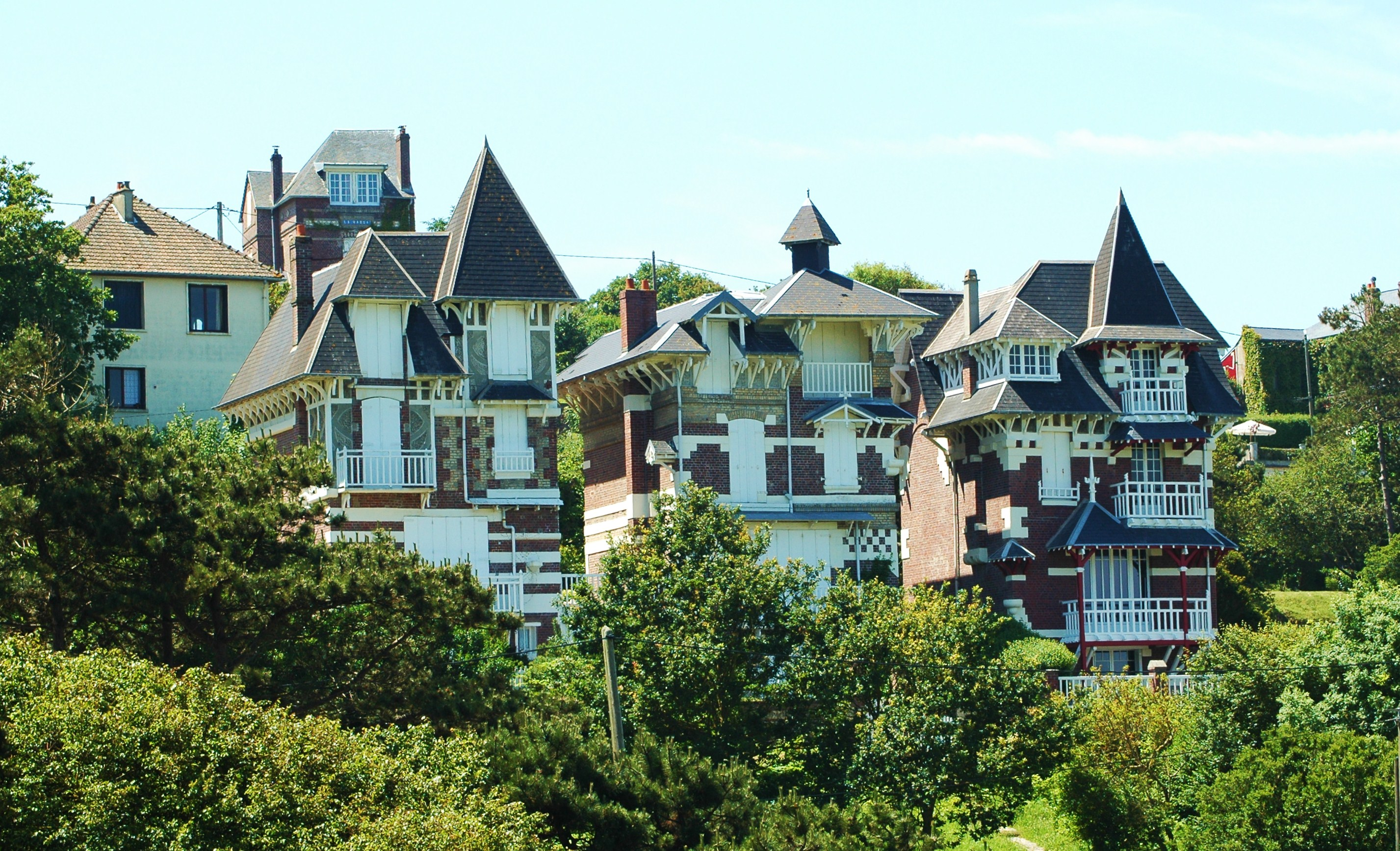
Maison dite Gevette, actuellement Les Garamantes sur la droite.

Cette liste regroupe les projets bâtis (sauf mention contraire) de Théophile Bourgeois.
- Deuxième moitié du XIXe siècle, création de communs, rénovation et extension du château de Villiers, Poissy[11] ;
- Deuxième moitié du XIXe siècle, immeuble 13, rue de l'Eglise, Poissy[12] ;
- Deuxième moitié du XIXe siècle, immeuble 15, rue de l'Eglise, Poissy[13] ;
- Quatrième quart du XIXe siècle, maison dite La Roseraie, actuellement La Blottière, 28, route du Vieux-Chêne, Ault[14] ;
- 1891, série de 3 maisons dites Petits hôtels, Poissy[15] ;
- 1894, maison d'architecte dite hôtel de M. Bourgeois, Poissy[16] ;
- 1895, bureau de poste boulevard de la Paix, détruit, Poissy[17] ;
- 1895, mairie et école, Conflans-Sainte-Honorine[18],[19]
- 1895, kiosque square Léon Déliance, détruit, Poissy[20] ;
- Entre 1898 et 1901, Hôtel de voyageurs dit Hôtel Gambut ou Hôtel du Casino, puis Hôtel Bellevue, puis Hôtel Beauséjour, actuellement immeuble à logements, Ault[21] ;
- A la limite du XIXe siècle et du XXe siècle, maison dite Bonne-Maman, puis Le Grillon, actuellement Les Espagnoux, Ault[22] ;
- Entre 1899 et 1902, maison dite Le Chat noir, puis Fanfreluche, actuellement Le Manoir, Ault[23] ;
- Entre 1899 et 1902, maison dite Marie-Blanche, Ault[24] ;
- 1900, mairie et groupe scolaire, Juziers[25] ;
- 1900, maison dite Le Nil, Ault[26] ;
- Entre 1900 et 1903, maison dite Gevette, actuellement Les Garamantes, Ault[27] ;
- Entre 1900 et 1903, maison dite André, puis Monmour, puis Pierrot, actuellement Les Canards, Ault[28] ;
- Entre 1900 et 1903, maison dite Miniature, actuellement Les Lutins, Ault[29] ;
- Entre 1900 et 1903, maison dite La Roseraie, actuellement La Blottière, Ault[30] ;
- 1901, série de 3 maisons, Poissy[31] ;
- Entre 1901 et 1904, maison à deux logements superposés dite Bon Abri, Mers-les-Bains[32] ;
- Entre 1905 et 1912, maison dite villa Miraflores, Le Vésinet une copie "inversé" sera construite à Monte-Carlo[33],[34],[35] ;
- 1909, halles centrales, état inconnu, Alger[36] ;
- Vers 1910, maison, Le Vésinet[37],[38] ;
- Premier quart du XXe siècle, immeuble 6, rue de la Gare, Poissy[39] ;
- Premier quart du XXe siècle, maison 28,bis boulevard Victor-Hugo, Poissy [40] ;
- Deuxième quart du XXe siècle, immeuble 101, rue du Général-de-Gaulle, Poissy[41] ;
- Deuxième quart du XXe siècle, immeuble 6, rue du 11-novembre, Poissy[42] ;
- Non datée, villa 81, boulevard du Maréchal Foch, Les Mureaux [43];
- Non datée, villa Triel-sur-Seine[44];

## Postérité
Exposition Villas Modernes, le Corbusier, Bourgeois, deux architectes à Poissy du 3 avril 2024 au 5 janvier 2025 à la Maison de Fer.

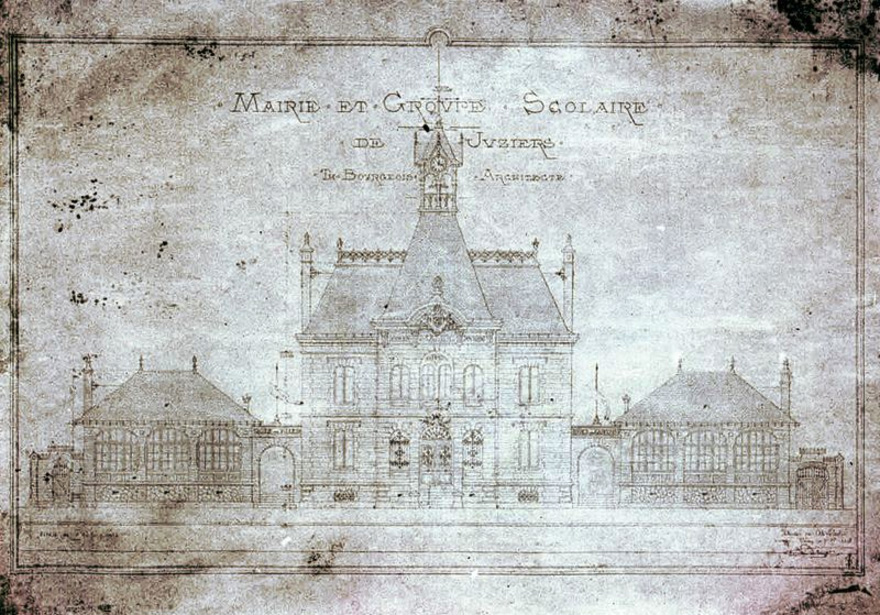
Élévation principale de la mairie et du groupe scolaire de Juziers.
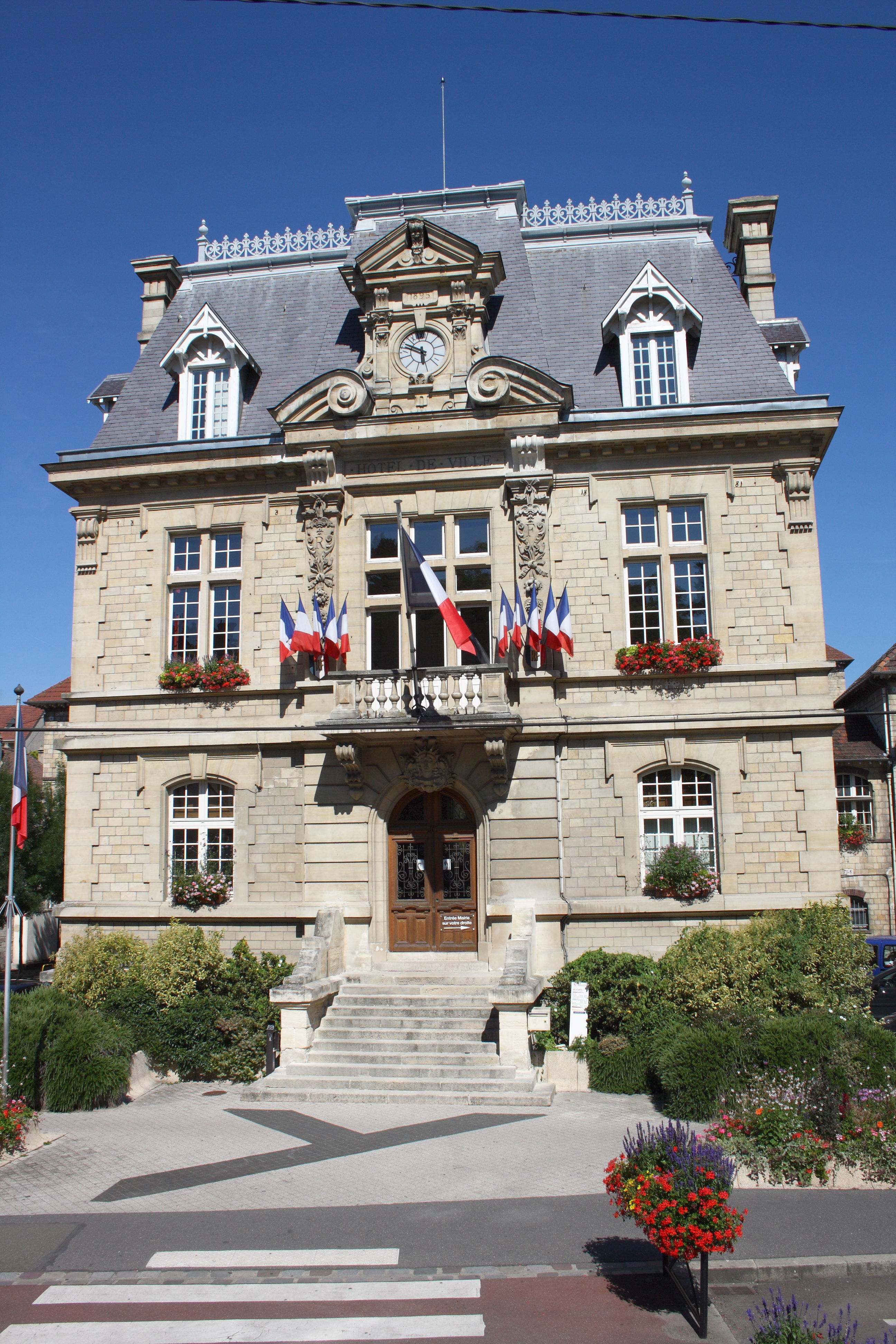
Mairie de Conflans-Sainte-Honorine.
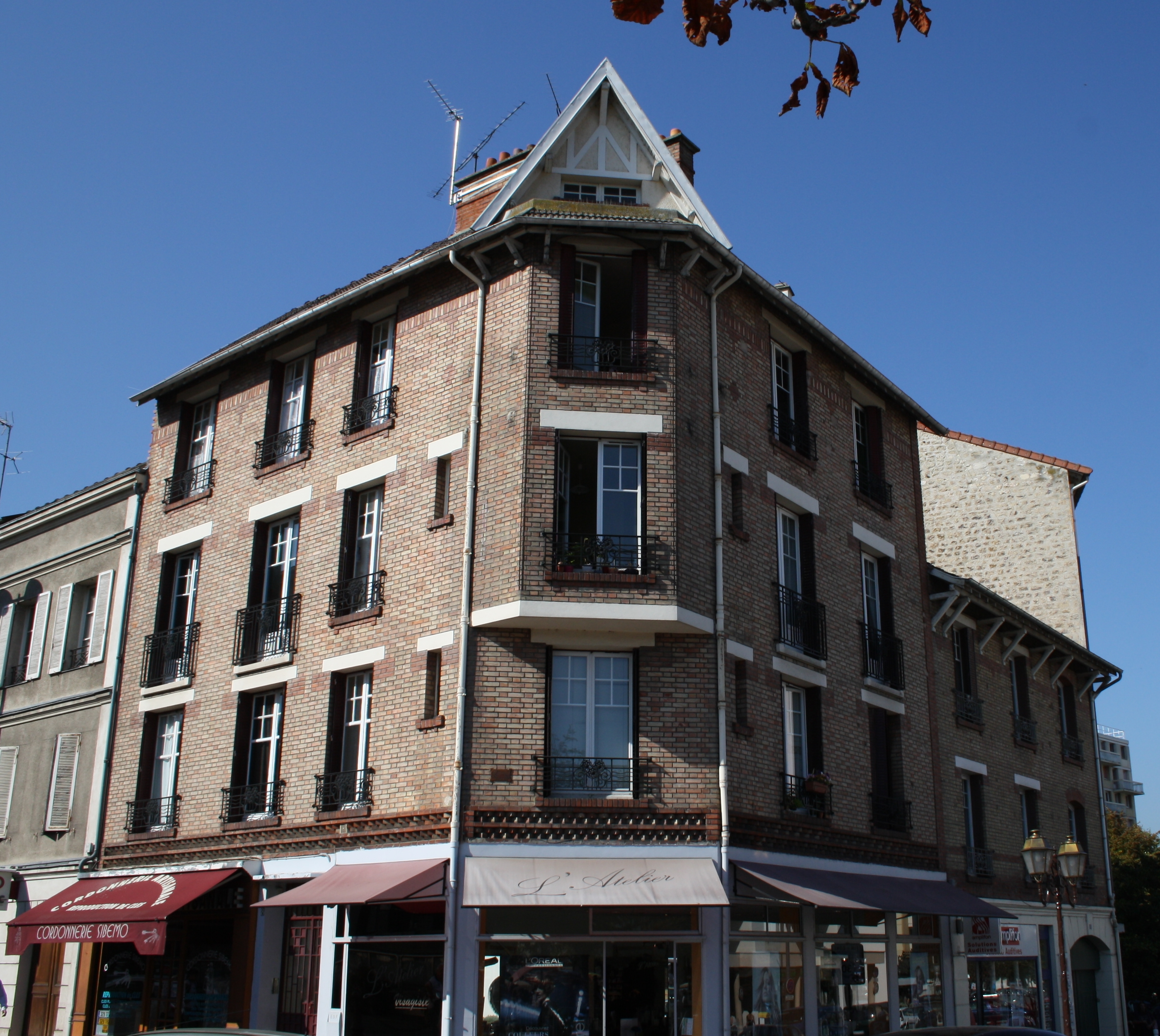
Immeuble, 6, rue du 11-Novembre à Poissy.
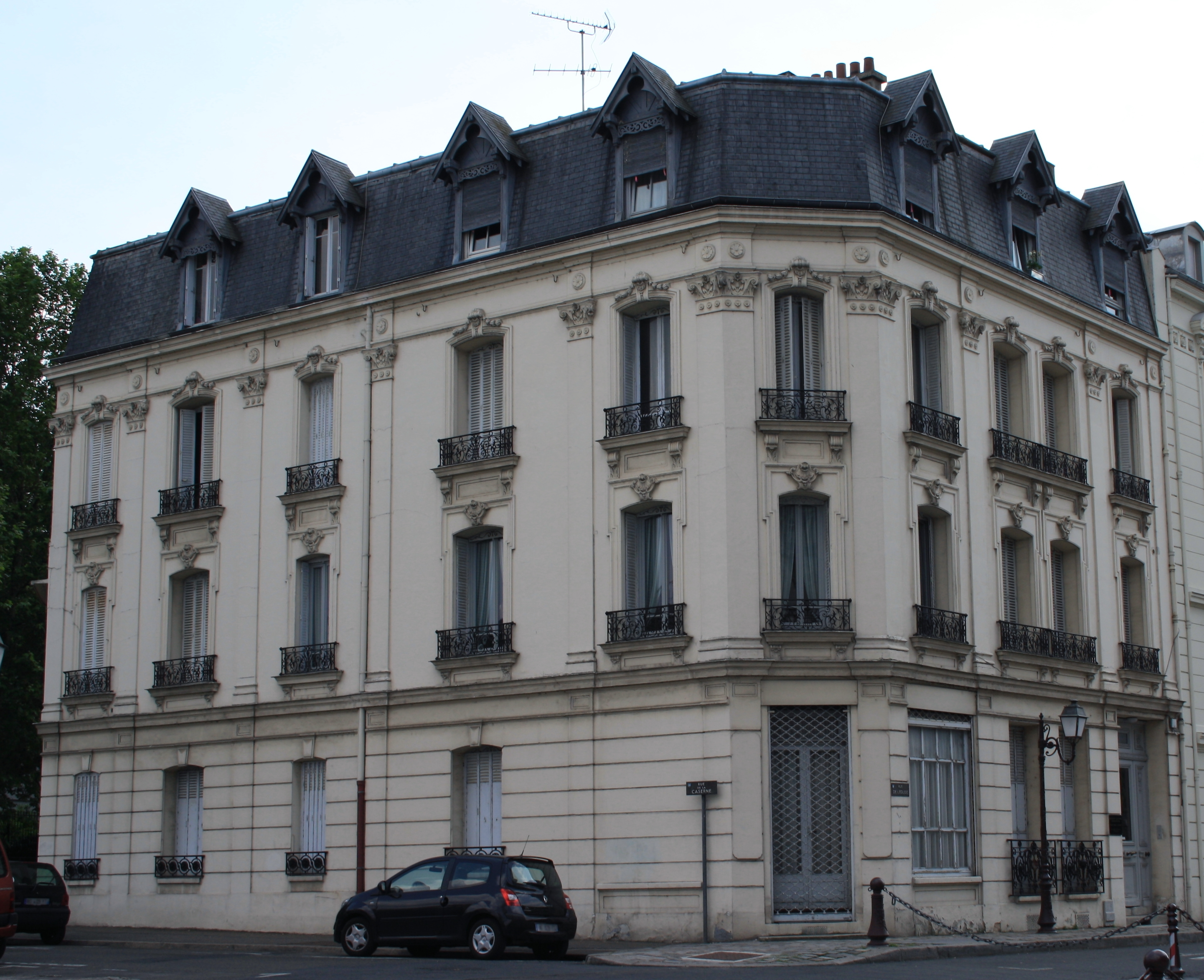
Immeuble, 13, rue de l'Église à Poissy.
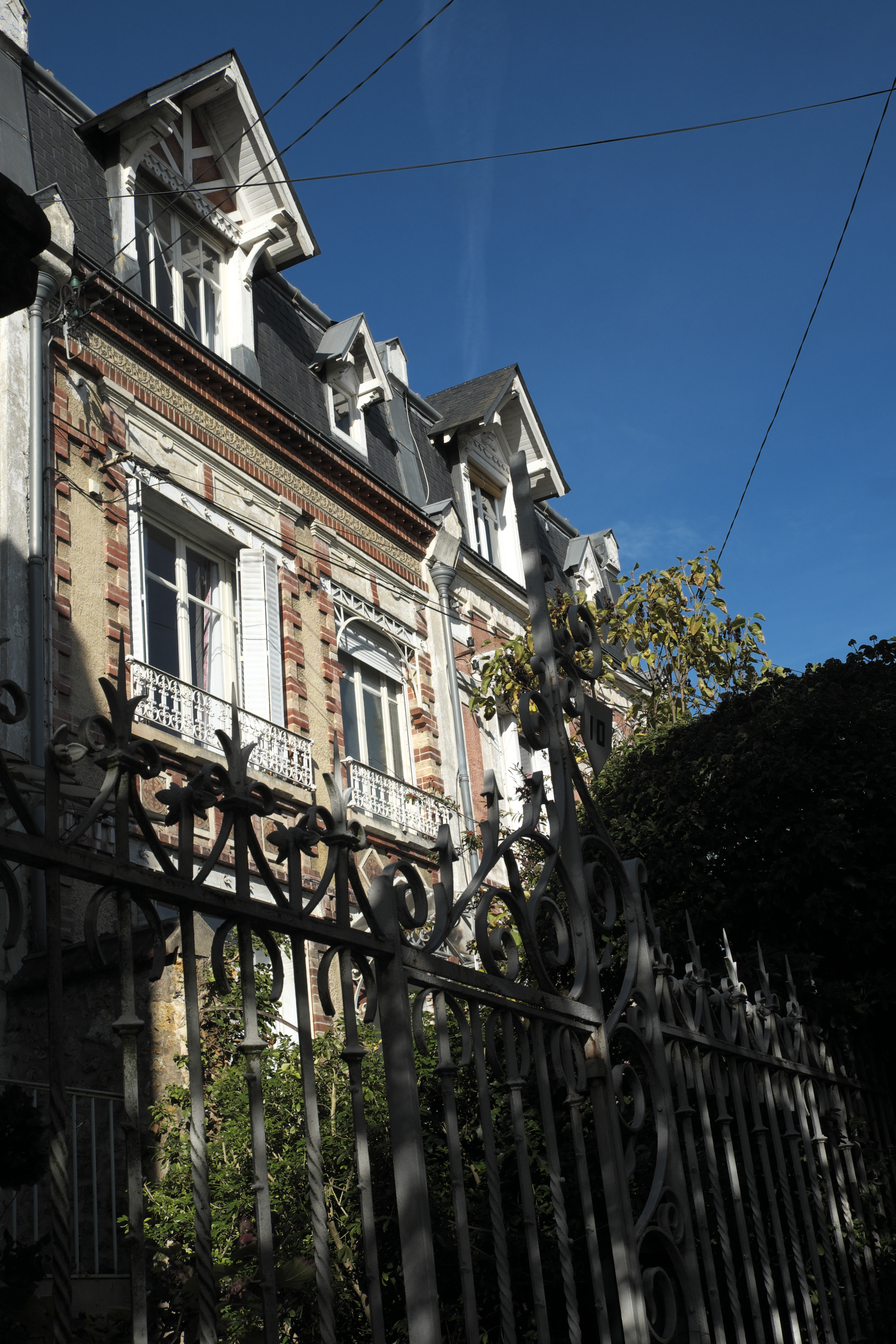
Série de trois maisons dites Petits hôtels à Poissy.
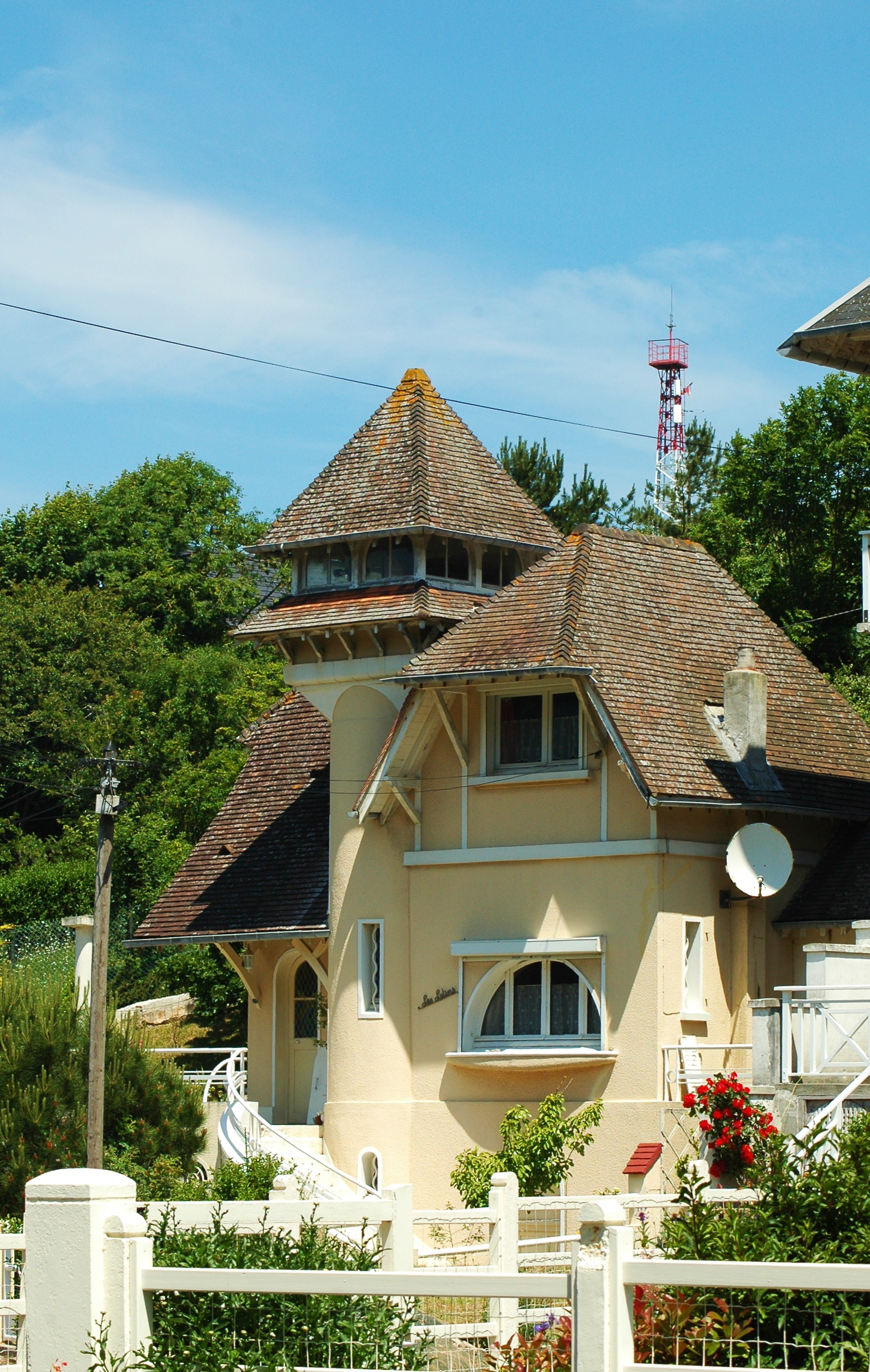
Maison dite Miniature, actuellement Les Lutins.
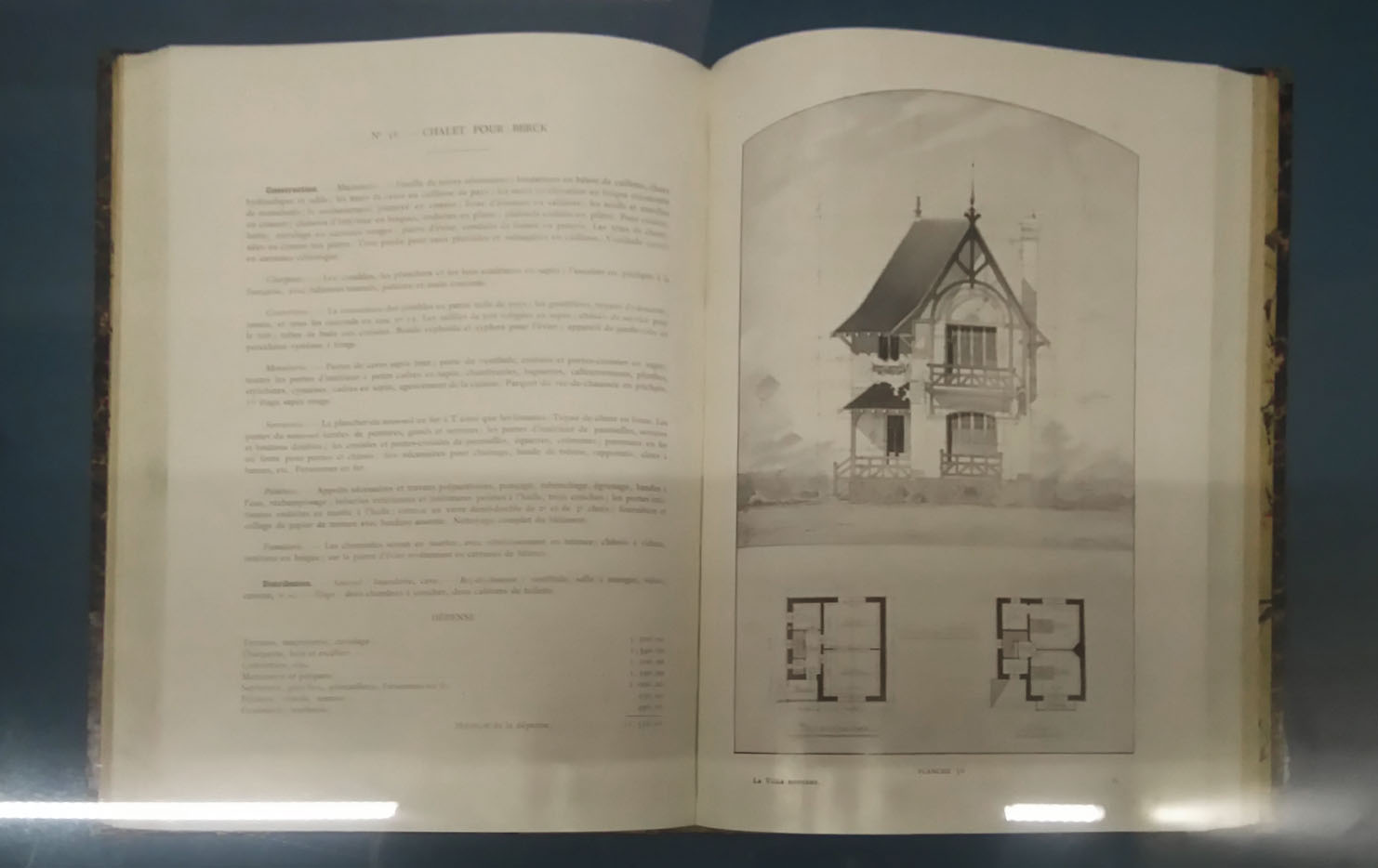
Le livre La Villa Moderne à la Cité de l'architecture et du patrimoine lors de l'exposition Tous à la plage !